# Italia (cépage)
Le cépage italia B est un cépage de raisin blanc italien consommé exclusivement comme raisin de table.

## Origine

### Histoire
L'italia est le résultat du croisement entre le bicane (de) et le muscat de Hambourg. Il a été obtenu en Italie en 1911 par Luigi et Alberto Pirovano de Vaprio d'Adda.

### Synonymes
idéal, Pirovano 65, rubi pour le rose

### Variabilité génétique

#### Clones
- Clones agréés : quatre au total, les 307, 784, 858 et 918, à préférer le 307.

## Aptitudes

### Culturales
Son port est semi-érigé, il est vigoureux et forme de très long sarments.
Il faut le conduire en taille très longue car les 8 premiers bourgeons ne sont généralement pas fertiles.
Ses raisins ne se conservent bien sur souches qu'à bonne exposition et bien aérés, sinon ils pourrissent facilement car les pellicules des baies ont tendance à se fendre.

### Sensibilité aux maladies
Sensible à l'érinose, au mildiou et plus encore à l'oïdium (attention toutefois au soufre en poudre car il est très sensible : faire des soufrages très légers et répétés). Très attaqué par les vers de la grappe et les araignées jaunes.

## Caractères ampélographiques

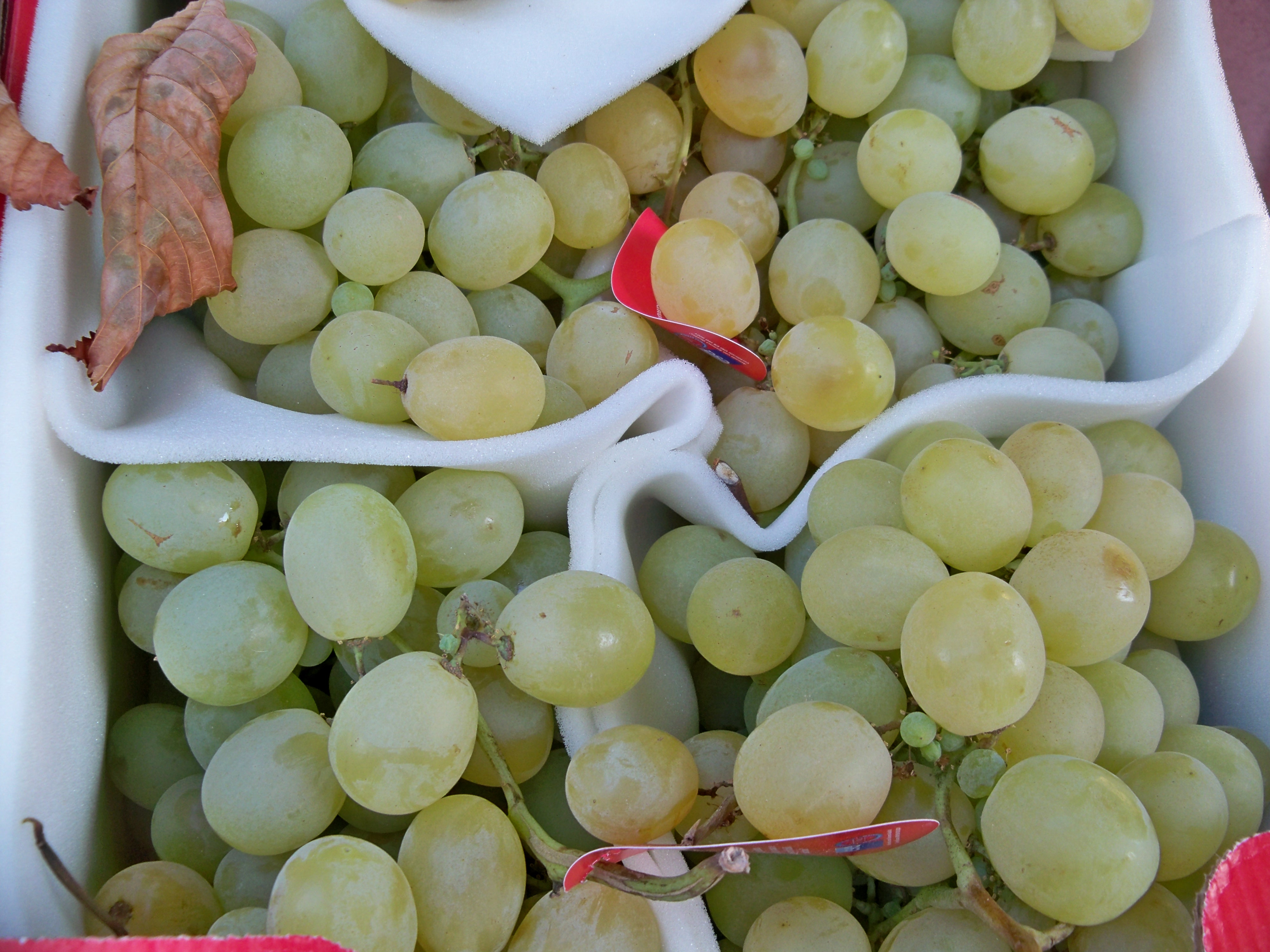
Grappes d'Italia

Grappes assez grandes, cylindro-coniques, lâches. Baies ellipsoïdes, très grosses, de couleur jaune ambré devenant rosée à complète maturité, peau épaisse, pulpe charnue, croquante, saveur légèrement musquée, pédicelles se détachant assez facilement de la grappe à maturité complète. À noter que les pétioles des feuilles sont de couleur rose violacé et ses vrilles sont longues, fortes et souvent lignifiées.
Se conserve bien sur souche. Adapté aux tonnelles et pergolas.